# 板房沟镇
板房沟镇，是中华人民共和国新疆维吾尔自治区乌鲁木齐市乌鲁木齐县下辖的一个乡镇级行政单位。
2016年1月9日，新疆维吾尔自治区人民政府批复同意撤销板房沟乡建制，设立板房沟镇。

## 行政区划
板房沟镇下辖以下地区：
白杨沟村、灯草沟村、板房沟村、七工村、八家户村、中梁村、合胜村和东湾村。